# Полоса Хубала
Хубал (англ. Hobal Virga) — яркие полосы, находящиеся на поверхности самого крупного спутника Сатурна — Титана, по координатам 35° ю. ш. 166° з. д. / 35° ю. ш. 166° з. д.. Находятся на юге местности Шангри-ла. Под термином полосы понимаются яркие полосы на поверхности тела.
Максимальный размер структур составляет 1075 км. Полосы Хубал были обнаружены на радиолокационных снимках космического аппарата Кассини (во время стандартного пролёта около Титана). Название получило официальное утверждение в 2006 году.
Названы в честь Хубала, арабского бога дождя.